# József Szén
József Szén (9. července 1805, Pešť – 13. ledna 1857, tamtéž) byl maďarský šachový mistr a organizátor maďarského šachového života.
József Szén se naučil hrát šachy od svého strýce. Vystudoval práva a stal se městským archivářem v Pešti.
Roku 1836 porazil v Paříži Louise-Charlese de La Bourdonnaise 13:12 (=0), ale La Bourdonnais mu dával výhodu pěšce a dvou tahů.
Roku 1838 v Berlíně zvítězil nad Tassilem von Heydebrandem und der Lasou 2:1, a remizoval s Ludwigem Bledowem 1:1. Prohrál však s Paulem Rudolfem von Bilguerem 0:1 a s Karlem Mayetem 2:3 (=1).
Roku 1839 založil v Pešti šachový klub Pesti Sakk-kör, který měl po potlačení maďarských revolučních událostí v letech 1848 - 1849 zákaz činnosti až do roku 1864 .
V letech 1842 až 1846 vedl Szén šachový tým Pešti (jeho členy byli např. J. Oppenheim1, Vincent Grimm a další), který v korespondenčním zápase s pařížskými hráči (Pierre de Saint-Amant, Ignazio Calvi, M. Chamouillet2 a další) zvítězil 2:0. V zápase maďarský tým poprvé použil variantu Italské hry 1.e4 e5 2.Jf3 Jc6 3.Sc4 Se7, která získala název uherská obrana.
Szén patřil rovněž k účastníkům londýnského mezinárodního šachového turnaje v roce 1851, kde skončil na pátém místě. V prvním kole porazil W. Newhama3 2:0, ale ve druhém narazil na pozdějšího vítěze Adolfa Anderssena, se kterým prohrál 2:4. V zápasech o 5. místo porazil Szén nejprve Bernharda Horwitze 4:0 (=0) a pak Hugha Alexandra Kennedyho 4:0 (=1).
Ještě roku 1851 prohrál Szén zápas s Lionelem Kieseritzkym 7:13 a roku 1853 s Danielem Harrwitzem 1:3 (=1). Roku 1854 pak remizoval s Ernstem Falkbeerem 9:9 (=2).